# マーカス・ジョーンズ (コーナーバック)
マーカス・エリオット・ジョーンズ（Marcus Elliot Jones、1998年10月22日 - ）は、アメリカ合衆国・アラバマ州エンタープライズ出身のプロアメリカンフットボール選手。NFLのニューイングランド・ペイトリオッツに所属している。ポジションはコーナーバック及びリターナー。

## 経歴

### カレッジ
トロイ大学に進学後、リターナーとしてプレーし、オールカンファレンスの第2チームに選ばれ、30回のキックオフリターンで879ヤードと3タッチダウン、また、ディフェンスにおいても2インターセプトを記録し、1本はタッチダウンを記録した。2年目のシーズン終了後、ヒューストン大学に編入することを発表した。
レッドシャツ制度により1シーズンを過ごした後、24タックル、1インターセプトを記録した。17回のパントリターンで337ヤード、1タッチダウンを記録し、リターナーとしてオールアメリカン・アスレチック・カンファレンスの第1チームに選ばれた。4年目シーズンには、AP通信のオールアメリカン、オールアメリカン・アスレチック・カンファレンスに選ばれた。

### ニューイングランド・ペイトリオッツ
| 5 ft 8 in (173 cm)          | 174 lb (79 kg) | 28+7⁄8 in (73 cm) | 8+7⁄8 in (23 cm) |
| All values from NFL Combine |                |                   |                  |

2022年のNFLドラフトで3巡目全体85位指名をされ、ニューイングランド・ペイトリオッツに入団した。

#### 2022年シーズン
第11週のニューヨーク・ジェッツ戦では、試合残り5秒で84ヤードのパントリターンタッチダウンを記録し、チームの10対3での勝利に貢献した。第13週のバッファロー・ビルズ戦では、オフェンスチームで48ヤードのレシービングタッチダウンを記録した。ディフェンシブバックがオフェンスチームでタッチダウンを記録するのは、2000年にニューヨーク・ジェッツ所属のマーカス・コールマンがバッファロー・ビルズ戦で記録した以来の出来事であった。また、クリスマスゲームのシンシナティ・ベンガルズ戦では、ジョー・バロウから69ヤードのインターセプトリターンタッチダウンを記録し、1978年以来初のオフェンスチーム、ディフェンスチーム、スペシャルチームで1シーズンのうちにタッチダウンを記録した選手となった。
最終的に、ディフェンスチームでは39タックル、7パスディフレクション、2インターセプトを、オフェンスチームでは4回のキャッチで78ヤード、1タッチダウンを、キックリターンでは645ヤードを記録した。パントリターンでは362ヤード、1タッチダウンを記録し、リーグトップとなり、シーズン終了後、AP通信によってパントリターナーとしてオールプロに選ばれた。

#### 2023年シーズン
第2週のマイアミ・ドルフィンズ戦で肩を負傷し、その後のシーズンを全休した。

#### 2024年シーズン
14試合に出場し、ディフェンスチームでは58タックル、10パスディフレクション、1インターセプトを、パントリターンでは386ヤードを記録した。